# NGC 4942
NGC 4942 este o intermediate spiral galaxy⁠(d) situată în constelația Fecioara. A fost descoperită în 23 martie 1789 de către William Herschel. Se află la o distanță de 27,64 de megaparseci de Pământ.